# Liste des ambassadeurs de Guinée en Chine
 (avril 2023).
L'ambassadeur de la république de Guinée à Pékin est le représentant officiel du gouvernement guinéen auprès du gouvernement de la république populaire de Chine.

## Liste des représentants
| Désigné/accrédité | Ambassadeur                  | Observations | Liste des premiers ministres de la Guinée | Premier ministre de la république populaire de Chine | Fin de mandat   |
| ----------------- | ---------------------------- | --- | ----------------------------------------- | ---------------------------------------------------- | --------------- |
| 1961              | Camara Moussa Sanguiana      | | Ahmed Sékou Touré                         | Zhou Enlaï                                           | 1963            |
| 1963              | Câmara Mamady                | | Ahmed Sékou Touré                         | Zhou Enlaï                                           | 1966            |
| 1966              | Camara Sékou                 | Frère de feu Loffo Camara, dit Philo, ancien ambassadeur de Guinée en Algérie. | Ahmed Sékou Touré                         | Zhou Enlaï                                           | 1969            |
| 1969              | Kamano Ansou                 | | Ahmed Sékou Touré                         | Zhou Enlaï                                           | 1971            |
| 1971              | Diop Mamadou                 | | Ahmed Sékou Touré                         | Zhou Enlaï                                           | 1972            |
| 1971              | Mamadi Kaba (diplomate)      | Chargé d'affaires | Ahmed Sékou Touré                         | Zhou Enlaï                                           | 1972            |
| 1972              | Aboubacar Camara (diplomate) | | Louis Lansana Béavogui                    | Zhou Enlaï                                           | 1976            |
| 1976              | Sékou Yansane                | | Louis Lansana Béavogui                    | Hua Guofeng                                          | 1978            |
| 1978              | Daouda Kourouma              | | Louis Lansana Béavogui                    | Hua Guofeng                                          | 1981            |
| 1981              | Thierno Habib Diallo         | Hadj | Louis Lansana Béavogui                    | Zhao Ziyang                                          | 1983            |
| 1983              | Koikoi Grovogui              | | Louis Lansana Béavogui                    | Zhao Ziyang                                          | 1985            |
| 1988              | Adpourahemane Sow            | | Diarra Traoré                             | Li Peng                                              |                 |
| 25 mai 1990       | Abou Camara                  | 1988 : Abou Camara part au Maroc. Avant sa nomination, M. Camara était secrétaire d'État à la Fonction publique. 1989 Le président Conte procède à un vaste remaniement ministériel le 30, mais fait peu de nouvelles nominations. Le major Abou Camara a été démis de ses fonctions de secrétaire permanent du Comité militaire de salut national (CMRN) au pouvoir, et prend la relève en tant que ministre résident de la Guinée maritime, basé à Kindia. | Diarra Traoré                             | Li Peng                                              | 1995            |
| 1996              | Mamady Conde                 | | Sidya Touré                               | Li Peng                                              | 2000            |
| 2002              | Djigui Camara                | En 2013, il a été ambassadeur à Moscou, 6, Pomerantsev Pereulok Ambassade de Guinée en Russie | Lamine Sidimé                             | Zhu Rongji                                           |                 |
| 13 novembre 2013  | Mamady Diaré                 | [ 1 ] | Ahmed Tidiane Souare                      | Wen Jiabao                                           | 29 juillet 2014 |
| 29 juillet 2014   | Ibrahima Sory Sow            | [ 2 ] | Mohamed Saïd Fofana                       | Li Keqiang                                           |                 |